# Cañón Molino
El Cañón Molino (en inglés: Molino Canyon) es un cañón en forma de barranca empinada en las montañas de Santa Catalina al noreste de Tucson , Arizona, junto al Zona para acampar de la cuenca molina al sur de los Estados Unidos. El cañón se encuentra dentro del Bosque Nacional Coronado , y abarca una amplia variedad de flora y fauna, que va desde el frondoso bosque de pinos en el curso superior del cañón al bosque de cactus del desierto de Sonora en la parte baja. La autopista Catalina pasa en el lado occidental de la parte inferior del cañón.
En la parte inferior de Cañón es el arroyo Molino, un río estacional que fluye desde el suroeste a través de grandes afloramientos de granito, formando una serie de pequeñas cascadas y piscinas naturales.